# Dragon 2 DragonFly
El Dragon 2 DragonFly (Dragon C201) fue un prototipo de vehículo de prueba propulsado por cohetes suborbitales para una versión con aterrizaje propulsor del SpaceX Dragon 2. DragonFly se sometió a pruebas en Texas en las instalaciones de prueba de cohetes McGregor en octubre de 2015. Sin embargo, el desarrollo finalmente cesó porque la carga de verificación impuesta por la NASA era demasiado grande para justificarla.

## Diseño
El vehículo de prueba DragonFly está propulsado por ocho motores de cohete hipergólico SuperDraco, dispuestos en un patrón redundante para soportar la tolerancia a fallas en el diseño del sistema de propulsión. SuperDracos utilizan un propelente almacenable combinación de monometil hidracina (MMH) de combustible y nitrógeno tetróxido de oxidante (NTO), los mismos propelentes utilizados en los mucho más pequeñas Draco propulsores diseñados para el control de actitud y de maniobra en la primera generación del dragón nave espacial. Mientras que los motores SuperDraco son capaces de 72 950,8 N de empuje, durante el uso en el vehículo de pruebas de vuelo libélula, cada uno será estrangulado a menos de 68 169 N para mantener la estabilidad del vehículo.

## Historia
En mayo de 2014, SpaceX anunció públicamente un extenso programa de pruebas para una cápsula espacial con aterrizaje propulsor llamada DragonFly. Las pruebas se realizarían en Texas en la instalación de pruebas de cohetes McGregor en 2014-2015. Se propuso un programa de prueba en vuelo de hasta 60 vuelos.
Un esquema para treinta de esos vuelos incluyó dos vuelos de asistencia de propulsión (paracaídas más propulsores) y dos vuelos de prueba de aterrizaje de propulsión (sin paracaídas), donde DragonFly se dejaría caer desde un helicóptero a una altitud de aproximadamente 3048,0 m. Se proyectó que los otros 26 vuelos de prueba serían vuelos de prueba de despegue vertical y aterrizaje vertical (VTVL) que despegarán desde una plataforma especialmente diseñada: ocho serían saltos de asistencia de propulsión (aterrizaje con paracaídas más propulsores) y 18 serían completos saltos de propulsión, donde el aterrizaje se realiza solo con propulsión de cohete, similar a los vuelos de prueba de la etapa de refuerzo Grasshopper y F9R Dev que SpaceX también voló desde sus instalaciones de McGregor.
Los vuelos de prueba se planearon para incluir un subconjunto de pruebas que probarían tanto la cápsula espacial DragonFly como el maletero adjunto, una estructura sin presión que generalmente transporta carga específica de la misión y alberga el sistema de suministro de energía para los vuelos orbitales Dragon. Los otros fueron planeados para ser aterrizajes de prueba solo de la cápsula en sí, sin el maletero.
La FAA emitió una Evaluación Ambiental Final en agosto de 2014. La FAA determinó que el programa de prueba DragonFly "no afectaría significativamente la calidad del medio ambiente humano". La evaluación estimó que el programa tomaría dos años para que SpaceX se completara y consideró un total de 30 operaciones anuales del vehículo de prueba DragonFly en cada año de operación. SpaceX recibió un permiso de renovación de la FAA el 29 de julio de 2016, para continuar un año más de pruebas de vuelo.
El vehículo de prueba DragonFly, anteriormente el artículo de prueba Dragon2 que se usó en la prueba de aborto en plataforma de mayo de 2015, estaba en McGregor para el inicio del programa de prueba de dos años en octubre de 2015. Sin embargo, el desarrollo finalmente cesó porque la carga de verificación impuesta por la NASA era demasiado grande para justificarla.